# Marco Valerio Mesala Corvino (cónsul 58)
Marco Valerio Mesala Corvino (en latín: Marcus Valerius Mesalla Corvinus) fue un militar y senador romano que vivió en el siglo I, y desarrolló su carrera durante los reinados de los emperadores Caligula, Claudio y Nerón. Fue cónsul ordinario en 58 junto a este último emperador.

## Orígenes familiares
Corvino era miembro de la antiquísima gens Valeria. Era el homónimo del senador y mecenas literario del emperador Augusto, Marco Valerio Mesala Corvino. Pudo haber sido hijo del senador y cónsul Marco Aurelio Cota Máximo Mesalino, que era hijo de Marco Valerio Mesala Corvino, o posiblemente hijo del cónsul Marco Valerio Mesala Barbato y Domicia Lepida la Joven, convirtiéndolo así en hermano de Valeria Mesalina, la tercera esposa del emperador Claudio.

## Carrera política
Entre los años 46 - 47, Corvino fue admitido como miembro de los Hermanos Arvales. En 47, fue nombrado cuestor candidato por Claudio, quien lo envió a Licia, recién convertida en provincia romana, lugar donde Mesala y su esposa Vilia Flacila fueron honrados con una estatua en la ciudad de Limyra. De enero a abril del 58, sirvió como cónsul ordinario con el emperador Nerón y luego de mayo a junio en 58, como cónsul sufecto junto con Gayo Fonteyo Agripa. Comenzando con su consulado, se le concedió medio millón de sestercios anuales como donación para mantener su rango senatorial.
En esos años y hasta 60, aparece como miembro de la ya reseñada cofradía de los Arvales.